# Clearco de Solos
Clearco de Solos (en griego: Κλέαρχος ὁ Σολεύς, Kléarchos ho soleus) fue un filósofo griego peripatético del siglo IV a. C.

## Biografía
Natural de la ciudad de Solos, en la isla de Chipre, Clearco fue discípulo de Aristóteles. Se dedicó al estudio de la tradición pitagórica y a la descripción de las culturas orientales, que parece haber conocido directamente a través de varios viajes.
Fue el autor de De Somno, una discusión de la existencia separada del alma, en la que un personaje habla a Aristóteles. Además de esto, escribió varias obras, incluyendo una colección de biografías y un tratado sobre la adulación.
En sus estudios de astronomía, abandonó la Teoría de las esferas mediante la adopción de la Teoría de los epiciclos.
Se cree que ordenó la inscripción de 140 máximas délficas, atribuidas a los Siete Sabios de Grecia, sobre una estela del siglo III a. C. —hoy mutilada— descubierta en 1966 en Ai-Khanoum, en la frontera del actual Afganistán.